# Solfato mercuroso
Il solfato mercuroso è un sale di mercurio(I) dell'acido solforico. Si presenta allo stato solido cristallino con colorazione bianco giallastra, che diventa bruna per esposizione alla luce.
È un composto molto tossico, il cui principale utilizzo riguarda le celle elettrochimiche.

## Sintesi
Il solfato mercuroso può essere preparato addizionando acido solforico a una soluzione di nitrato mercuroso:
{\displaystyle {\ce {Hg2(NO3)2 + H2SO4 -> Hg2SO4 + 2 HNO}}}
Un altro metodo di sintesi consiste nell'ossidare direttamente un eccesso di mercurio con acido solforico concentrato:
{\displaystyle {\ce {2 Hg + 2 H2SO4 -> Hg2SO4 + 2 H2O + SO2}}}

## Uso nelle celle elettrochimiche
Il solfato mercuroso venne per la prima volta introdotto nelle celle elettrochimiche da Josiah Latimer Clark nel 1872, rappresentando un miglioramento della precedente cella Daniell. In seguito fu usato per costruire la pila Weston, ampiamente impiegata durante il XX secolo come pila di riferimento.
Insieme al solfato d'argento, risulta essere un buon elettrodo a temperature superiori ai 100 °C. La bassa solubilità del solfato mercuroso, che ne limita la diffusione dal catodo, è però sufficiente a garantire un grande potenziale a un elettrodo al mercurio: queste caratteristiche peculiari rendono particolarmente adatto il composto per l'impiego in celle standard.